# Werner Weidenfeld

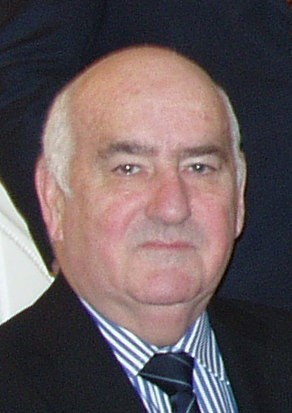
Werner Weidenfeld, 2011

Werner Josef Weidenfeld (* 2. Juli 1947 in Cochem) ist ein deutscher Politikwissenschaftler, Hochschullehrer und Politikberater. Von 1987 bis 1999 war er Koordinator der Bundesregierung für die deutsch-amerikanische Zusammenarbeit. Er ist emeritierter Lehrstuhlinhaber für Politische Systeme und Europäische Einigung an der Ludwig-Maximilians-Universität München.

## Leben
Weidenfeld absolvierte 1966 sein Abitur am Eichendorff-Gymnasium in Koblenz. Anschließend begann er sein Studium der Politikwissenschaft, Geschichte und Philosophie an der Universität Bonn. 1971 promovierte Weidenfeld bei Hans-Adolf Jacobsen in Bonn zum Dr. phil. mit einer Dissertation über die Englandpolitik Gustav Stresemanns. 1975 erlangte er an der Universität Mainz bei seinem akademischen Lehrer, dem Adenauerexperten Hans Buchheim, seine Habilitation im Fach Politikwissenschaft mit einer Arbeit über die deutsche Europapolitik in der Ära Adenauer.
In der Zeit von 1975 bis 1995 war er an der Johannes Gutenberg-Universität Mainz als Professor für Politikwissenschaft. Zudem war er zwischen 1986 und 1988 als Professeur associé an der Sorbonne in Paris. Von 1987 bis 1999 arbeitete er unter Helmut Kohl als Koordinator der Bundesregierung für die deutsch-amerikanische Zusammenarbeit.
1992 wurde Weidenfeld Mitglied des Vorstands der Bertelsmann Stiftung in Gütersloh, er war bis 2004 zugleich Mitglied des Beirats und später des Kuratoriums. Ein aufgrund einer anonymen Anzeige gegen Weidenfeld eingeleitetes Ermittlungsverfahren wegen unrichtiger Spesenabrechnungen wurde 2007 wegen Geringfügigkeit gegen Zahlung einer Buße eingestellt. Weidenfeld selbst vermutete „eine gezielte Strategie der Rufschädigung.“ 2007 trennte sich die Bertelsmann-Stiftung einvernehmlich von Weidenfeld. Die Projekte des CAP mit der Stiftung wurden bis zum Auslaufen der Verträge Ende 2010 fortgesetzt.
Seit 1995 war er Ordinarius für Politische Systeme und Europäische Einigung am Geschwister-Scholl-Institut für Politikwissenschaft der Ludwig-Maximilians-Universität München und Direktor des Centrums für angewandte Politikforschung (CAP). Seit 2000 ist er zudem ständiger Gastprofessor an der Chinesischen Volksuniversität Peking. Weidenfeld wurde zum Sommersemester 2013 emeritiert, als Lehrstuhlnachfolger wurde Klaus H. Goetz von der Universität Potsdam berufen.
Bis 2005 war Weidenfeld lange Jahre Herausgeber der Fachzeitschrift Internationale Politik. Weidenfeld ist Vorstandsvorsitzender des nach Ildefons Herwegen benannten „Abt-Herwegen-Institut für liturgische und monastische Forschung“ der Abtei Maria Laach.
2012 wurde er von der Europäischen Akademie der Wissenschaften und Künste zum Rektor der Alma Mater Europaea ernannt. Dieses Amt trat er nach seiner Emeritierung an der LMU München im Jahr 2013 an. Bis 2015 lehrte er an der Zeppelin Universität in Friedrichshafen.
Weidenfeld ist kooptierter Beisitzer im Vorstand des Vereins Cyber-Sicherheitsrat Deutschland, der wegen seiner Kontakte zu russischen Firmen in der Kritik steht.

## Werk und Rezeption
Weidenfeld veröffentlichte zahlreiche Bücher und Aufsätze zur internationalen Politik. Schwerpunkt war dabei insbesondere die europäische Einigung.
Die Neue Zürcher Zeitung (NZZ) lobte den von Weidenfeld 2002 mitherausgegebenen Band Der Balkan zwischen Krise und Stabilität als kurze und prägnante Präsentation verschiedener Aspekte der Thematik, wobei durchaus auch in die Tiefe gegangen werde. Der Schwerpunkt liege eindeutig beim Kosovo. Abgerundet werde das „überaus nützliche Werk“ mit einem detaillierten, dokumentarischen Teil, in dem Abkommen, Reden und ähnliches zum Thema zu finden sind.
Annette Bingemer bemängelte in der NZZ an dem von Weidenfeld 2005 vorgelegten Buch Rivalität der Partner, dass seine Vorstellungen über den Neubeginn der transatlantischen Freundschaft nur die gängigen „Standardratschläge“ wiedergebe: Weidenfeld meine zu wissen, dass die alten Wurzeln und die kongruenten Probleme schon auf den gemeinsamen Weg zurückweisen werden. Sein Programm dafür erschien Bingemer eher „hohl“, eine „Neubegründung der transatlantischen Gemeinschaft“ werde nach ihrer Einschätzung damit kaum zustande gebracht werden.
Der Genfer Politologe Curt Gasteyger lobte in der NZZ Weidenfelds 2007 erschienenes Werk Die Europäische Verfassung verstehen als „verständlichen Führer“ durch die Europäische Verfassung, der den Prozess der europäischen Einigung in seinen verschiedenen Etappen, Entstehung und Aufbau der Verfassung sowie ihre vorgesehene Umsetzung in die Praxis anschaulich darstellt. Die Ausführungen seien „keineswegs unkritisch“ und immer instruktiv.

## Ehrungen und Preise
- Columbus Medaille, verliehen am 11. Oktober 1991 durch die deutsch-amerikanische Gesellschaft München e. V.
- Ehrendoktor Middlebury College, USA (1994)
- Medaille für besondere Verdienste um Bayern in einem Vereinten Europa, verliehen am 27. November 1996 durch die Bayerische Staatsregierung
- Bayerischer Europa-Schulbuchpreis 1997
- Lucius D. Clay Medaille (1998)
- Bundesverdienstkreuz 1. Klasse (1998)
- Anti-Defamation League (New York): A-World-of-Difference-Preis (1999)
- Europäischer Kulturpreis Pro Europa in der Kategorie Kulturkommunikation (2001)
- Orden für Treue Dienste (Ordinal Serviciul Credincios) im Rang eines Kommandeurs (Rumänien 2000)

## Bücher (Auswahl)
- Jalta und die Teilung Deutschlands: Schicksalsfrage für Europa. Pontes Verlag, Andernach/Rhein 1969.
- Die Englandpolitik Gustav Stresemanns. v. Hase & Koehler Verlag, Mainz 1972, ISBN 978-3-7758-0828-6.
- mit Thomas Jansen: Europa – Bilanz und Perspektive. v. Hase & Koehler Verlag, Mainz 1973, ISBN 978-3-7758-0848-4.
- Konrad Adenauer und Europa. Europa Union Verlag, Bonn 1976, ISBN 3-7758-0848-5.
- Europa 2000. Zukunftsfragen der Europäischen Einigung. Olzog Verlag, München/Wien 1980, ISBN 3-7892-7182-9.
- Die Frage nach der Einheit der deutschen Nation. Olzog Verlag, München/Wien 1982, ISBN 3-7892-9863-8.
- Die Identität der Deutschen. Hanser, München 1983,  ISBN 3-446-13859-5.
- 30 Jahre EG. Bilanz der Europäischen Integration. Europa-Union-Verlag, Bonn 1987,  ISBN 3-7713-0303-6.
- mit Melanie Piepenschneider: Jugend und Europa: Die Einstellung der jungen Generation in der Bundesrepublik Deutschland zur europäischen Einigung. Europa-Union-Verlag, Bonn 1987, ISBN 3-7713-0307-9.
- mit Hartmut Zimmermann: Deutschland-Handbuch. Eine doppelte Bilanz 1949–1989. Hanser, München/Wien 1989, ISBN 3-446-15544-9.
- Der deutsche Weg. Siedler, Berlin 1990, ISBN 3-88680-377-5.
- Europa von A bis Z. Taschenbuch der Europäischen Integration. bpb, Bonn 1991, ISBN 3-89331-392-3.
- mit Peter M. Wagner und Elke Bruck: Außenpolitik für die deutsche Einheit: die Entscheidungsjahre. (Erster Band der vierbändigen Geschichte der deutschen Einheit), DVA, Stuttgart 1998, ISBN 3-421-05093-7.
- mit Jürgen Turek: Wie Zukunft entsteht: größere Risiken – weniger Sicherheit – neue Chancen. Gerling Akademie Verlag, München 2002, ISBN 3-932425-46-4.
- mit Janis A. Emmanouilidis: Die Europäische Verfassung verstehen. bpb, Bonn 2006, ISBN 3-89331-669-8.
- Rivalität der Partner: die Zukunft der transatlantischen Beziehungen – die Chance eines Neubeginns. Verlag Bertelsmann-Stiftung, Gütersloh 2005,  ISBN 978-3-89204-864-0.
- Europa leicht gemacht: Antworten für junge Europäer. Hanser, München 2008, ISBN 978-3-446-20988-6.
- mit Edmund Ratka: Die Europäische Union. W. Fink UTB, Paderborn 2010, ISBN 978-3-8252-3347-1.
- Europa. Eine Strategie. Kösel, München 2014, ISBN 978-3-466-37122-8.